# Reyes Llano Grande
Reyes Llano Grande är en ort i Mexiko.   Den ligger i kommunen Santa María Yucuhiti och delstaten Oaxaca, i den sydöstra delen av landet, 300 km sydost om huvudstaden Mexico City. Reyes Llano Grande ligger 1 849 meter över havet och antalet invånare är 437.
Terrängen runt Reyes Llano Grande är bergig åt sydost, men åt nordväst är den kuperad. Runt Reyes Llano Grande är det ganska glesbefolkat, med 39 invånare per kvadratkilometer. Närmaste större samhälle är Putla Villa de Guerrero, 13,2 km väster om Reyes Llano Grande. I omgivningarna runt Reyes Llano Grande växer i huvudsak städsegrön lövskog.